# Lista över fornlämningar i Flens kommun (Lilla Malma)
Lista över fornlämningar i Flens kommun (Lilla Malma) är en förteckning av ett urval av de fornlämningar som finns i Lilla Malma i Flens kommun.
| Namn                                | Lämningstyp                      | Tillkomsttid | Historisk indelning       | Plats | Läge                 | ID-nr          | Bild                                      |
| ----------------------------------- | -------------------------------- | ------------ | ------------------------- | ----- | -------------------- | -------------- | ----------------------------------------- |
| Lilla Malma 4:1                     | Gravfält                         |              | Lilla Malma, Södermanland |       | 59.121185, 16.765468 | 10034600040001 | Ladda upp en bild av detta fornminne      |
| Lilla Malma 5:1                     | Gravfält                         |              | Lilla Malma, Södermanland |       | 59.122741, 16.761556 | 10034600050001 | Ladda upp en bild av detta fornminne      |
| Lilla Malma 6:1                     | Gravfält                         |              | Lilla Malma, Södermanland |       | 59.123253, 16.755292 | 10034600060001 | Ladda upp en bild av detta fornminne      |
| Lilla Malma 8:1                     | Fornborg                         |              | Lilla Malma, Södermanland |       | 59.125142, 16.761028 | 10034600080001 | Ladda upp en bild av detta fornminne      |
| Lilla Malma 8:2                     | Röse                             |              | Lilla Malma, Södermanland |       | 59.125094, 16.761836 | 10034600080002 | Ladda upp en bild av detta fornminne      |
| Lilla Malma 9:1                     | Stensättning                     |              | Lilla Malma, Södermanland |       | 59.125026, 16.759228 | 10034600090001 | Ladda upp en bild av detta fornminne      |
| Lilla Malma 10:1                    | Stensättning                     |              | Lilla Malma, Södermanland |       | 59.124699, 16.758531 | 10034600100001 | Ladda upp en bild av detta fornminne      |
| Lilla Malma 11:1                    | Stensättning                     |              | Lilla Malma, Södermanland |       | 59.132064, 16.755576 | 10034600110001 | Ladda upp en bild av detta fornminne      |
| Lilla Malma 11:2                    | Stensättning                     |              | Lilla Malma, Södermanland |       | 59.131855, 16.755467 | 10034600110002 | Ladda upp en bild av detta fornminne      |
| Lilla Malma 12:1                    | Stensättning                     |              | Lilla Malma, Södermanland |       | 59.132421, 16.754329 | 10034600120001 | Ladda upp en bild av detta fornminne      |
| Lilla Malma 12:2                    | Stensättning                     |              | Lilla Malma, Södermanland |       | 59.132685, 16.754290 | 10034600120002 | Ladda upp en bild av detta fornminne      |
| Lilla Malma 12:3                    | Stensättning                     |              | Lilla Malma, Södermanland |       | 59.132859, 16.753993 | 10034600120003 | Ladda upp en bild av detta fornminne      |
| Lilla Malma 12:4                    | Röse                             |              | Lilla Malma, Södermanland |       | 59.133201, 16.753908 | 10034600120004 | Ladda upp en bild av detta fornminne      |
| Lilla Malma 13:1                    | Stensättning                     |              | Lilla Malma, Södermanland |       | 59.132694, 16.752610 | 10034600130001 | Ladda upp en bild av detta fornminne      |
| Ängstugeberget (Lilla Malma 14:1)   | Fornborg                         |              | Lilla Malma, Södermanland |       | 59.138654, 16.744009 | 10034600140001 | Ladda upp en bild av detta fornminne      |
| Lilla Malma 15:1                    | Gravfält                         |              | Lilla Malma, Södermanland |       | 59.158576, 16.728824 | 10034600150001 | Ladda upp en bild av detta fornminne      |
| Lilla Malma 16:1                    | Stensättning                     |              | Lilla Malma, Södermanland |       | 59.132037, 16.754307 | 10034600160001 | Ladda upp en bild av detta fornminne      |
| Lilla Malma 18:1                    | Stenkrets                        |              | Lilla Malma, Södermanland |       | 59.139295, 16.718143 | 10034600180001 | Ladda upp en bild av detta fornminne      |
| Lilla Malma 19:1                    | Gravfält                         |              | Lilla Malma, Södermanland |       | 59.138856, 16.717827 | 10034600190001 | Ladda upp en bild av detta fornminne      |
| Lilla Malma 20:1                    | Stensättning                     |              | Lilla Malma, Södermanland |       | 59.136740, 16.710858 | 10034600200001 | Ladda upp en bild av detta fornminne      |
| Lilla Malma 20:2                    | Stensättning                     |              | Lilla Malma, Södermanland |       | 59.136773, 16.710690 | 10034600200002 | Ladda upp en bild av detta fornminne      |
| Lilla Malma 21:1                    | Hög                              |              | Lilla Malma, Södermanland |       | 59.135449, 16.721452 | 10034600210001 | Ladda upp en bild av detta fornminne      |
| Lilla Malma 21:2                    | Hög                              |              | Lilla Malma, Södermanland |       | 59.135351, 16.721513 | 10034600210002 | Ladda upp en bild av detta fornminne      |
| Lilla Malma 22:1                    | Gravfält                         |              | Lilla Malma, Södermanland |       | 59.127399, 16.742444 | 10034600220001 | Ladda upp en bild av detta fornminne      |
| Lilla Malma 23:1                    | Gravfält                         |              | Lilla Malma, Södermanland |       | 59.124775, 16.729830 | 10034600230001 | Ladda upp en bild av detta fornminne      |
| Lilla Malma 24:1                    | Stensättning                     |              | Lilla Malma, Södermanland |       | 59.122825, 16.742258 | 10034600240001 | Ladda upp en bild av detta fornminne      |
| Lilla Malma 25:1                    | Stensättning                     |              | Lilla Malma, Södermanland |       | 59.120886, 16.744158 | 10034600250001 | Ladda upp en bild av detta fornminne      |
| Lilla Malma 26:1                    | Stensättning                     |              | Lilla Malma, Södermanland |       | 59.152916, 16.740522 | 10034600260001 | Ladda upp en bild av detta fornminne      |
| Lilla Malma 27:1                    | Gravfält                         |              | Lilla Malma, Södermanland |       | 59.123527, 16.742881 | 10034600270001 | Ladda upp en bild av detta fornminne      |
| Lilla Malma 28:1                    | Stensättning                     |              | Lilla Malma, Södermanland |       | 59.123134, 16.737790 | 10034600280001 | Ladda upp en bild av detta fornminne      |
| Lilla Malma 29:1                    | Gravfält                         |              | Lilla Malma, Södermanland |       | 59.124278, 16.706858 | 10034600290001 | Ladda upp en bild av detta fornminne      |
| Lilla Malma 31:1                    | Hög                              |              | Lilla Malma, Södermanland |       | 59.129042, 16.703708 | 10034600310001 | Ladda upp en bild av detta fornminne      |
| Lilla Malma 31:2                    | Hög                              |              | Lilla Malma, Södermanland |       | 59.128723, 16.703626 | 10034600310002 | Ladda upp en bild av detta fornminne      |
| Lilla Malma 32:1                    | Stensättning                     |              | Lilla Malma, Södermanland |       | 59.110437, 16.764870 | 10034600320001 | Ladda upp en bild av detta fornminne      |
| Lilla Malma 34:1                    | Gravfält                         |              | Lilla Malma, Södermanland |       | 59.120954, 16.745568 | 10034600340001 | Ladda upp en bild av detta fornminne      |
| Lilla Malma 36:1                    | Röse                             |              | Lilla Malma, Södermanland |       | 59.103902, 16.747719 | 10034600360001 | Ladda upp en bild av detta fornminne      |
| Lilla Malma 37:1                    | Röse                             |              | Lilla Malma, Södermanland |       | 59.112193, 16.748846 | 10034600370001 | Ladda upp en bild av detta fornminne      |
| Lilla Malma 37:2                    | Stensättning                     |              | Lilla Malma, Södermanland |       | 59.112433, 16.748917 | 10034600370002 | Ladda upp en bild av detta fornminne      |
| Lilla Malma 42:1                    | Fornborg                         |              | Lilla Malma, Södermanland |       | 59.158540, 16.649658 | 10034600420001 | Ladda upp en bild av detta fornminne      |
| Lilla Malma 43:1                    | Stensättning                     |              | Lilla Malma, Södermanland |       | 59.167354, 16.623475 | 10034600430001 | Ladda upp en bild av detta fornminne      |
| Malmahed (Lilla Malma 48:1)         | Minnesmärke                      |              | Lilla Malma, Södermanland |       | 59.133569, 16.729486 | 10034600480001 | Ladda upp en till bild av detta fornminne |
| Lilla Malma 64:1                    | Stensättning                     |              | Lilla Malma, Södermanland |       | 59.143027, 16.734500 | 10034600640001 | Ladda upp en bild av detta fornminne      |
| Lilla Malma 68:1                    | Stensättning                     |              | Lilla Malma, Södermanland |       | 59.144272, 16.740876 | 10034600680001 | Ladda upp en bild av detta fornminne      |
| Lilla Malma 70:1                    | Stensättning                     |              | Lilla Malma, Södermanland |       | 59.138257, 16.711609 | 10034600700001 | Ladda upp en bild av detta fornminne      |
| Lilla Malma 80:1                    | Lägenhetsbebyggelse              |              | Lilla Malma, Södermanland |       | 59.094077, 16.728041 | 10034600800001 | Ladda upp en bild av detta fornminne      |
| Lilla Malma 81:1                    | Stensättning                     |              | Lilla Malma, Södermanland |       | 59.103082, 16.742164 | 10034600810001 | Ladda upp en bild av detta fornminne      |
| Lilla Malma 81:2                    | Stensättning                     |              | Lilla Malma, Södermanland |       | 59.102983, 16.742127 | 10034600810002 | Ladda upp en bild av detta fornminne      |
| Lilla Malma 81:3                    | Stensättning                     |              | Lilla Malma, Södermanland |       | 59.102916, 16.741988 | 10034600810003 | Ladda upp en bild av detta fornminne      |
| Lilla Malma 82:1                    | Stensättning                     |              | Lilla Malma, Södermanland |       | 59.103408, 16.745315 | 10034600820001 | Ladda upp en bild av detta fornminne      |
| Lilla Malma 83:1                    | Stensättning                     |              | Lilla Malma, Södermanland |       | 59.099346, 16.749677 | 10034600830001 | Ladda upp en bild av detta fornminne      |
| Lilla Malma 84:1                    | Stensättning                     |              | Lilla Malma, Södermanland |       | 59.099738, 16.735860 | 10034600840001 | Ladda upp en bild av detta fornminne      |
| Lilla Malma 85:1                    | Fornborg                         |              | Lilla Malma, Södermanland |       | 59.098688, 16.716462 | 10034600850001 | Ladda upp en bild av detta fornminne      |
| Lilla Malma 88:1                    | Stensättning                     |              | Lilla Malma, Södermanland |       | 59.102268, 16.690888 | 10034600880001 | Ladda upp en bild av detta fornminne      |
| Lilla Malma 89:1                    | Stensättning                     |              | Lilla Malma, Södermanland |       | 59.105791, 16.692662 | 10034600890001 | Ladda upp en bild av detta fornminne      |
| Lilla Malma 95:1                    | Lägenhetsbebyggelse              |              | Lilla Malma, Södermanland |       | 59.108447, 16.704077 | 10034600950001 | Ladda upp en bild av detta fornminne      |
| Lilla Malma 96:1                    | Lägenhetsbebyggelse              |              | Lilla Malma, Södermanland |       | 59.103872, 16.720261 | 10034600960001 | Ladda upp en bild av detta fornminne      |
| Lilla Malma 112:1                   | Fästning/skans                   |              | Lilla Malma, Södermanland |       | 59.138219, 16.727353 | 10034601120001 | Ladda upp en bild av detta fornminne      |
| Malma mjölkvarn (Lilla Malma 115:1) | Kvarn                            |              | Lilla Malma, Södermanland |       | 59.141388, 16.735777 | 10034601150001 | Ladda upp en bild av detta fornminne      |
| Lilla Malma 118:1                   | Stensättning                     |              | Lilla Malma, Södermanland |       | 59.156664, 16.743539 | 10034601180001 | Ladda upp en bild av detta fornminne      |
| Lilla Malma 120:1                   | Fornborg                         |              | Lilla Malma, Södermanland |       | 59.143931, 16.700461 | 10034601200001 | Ladda upp en bild av detta fornminne      |
| Lilla Malma 121:1                   | Stensättning                     |              | Lilla Malma, Södermanland |       | 59.143801, 16.700172 | 10034601210001 | Ladda upp en bild av detta fornminne      |
| Lilla Malma 121:2                   | Stensättning                     |              | Lilla Malma, Södermanland |       | 59.144043, 16.699901 | 10034601210002 | Ladda upp en bild av detta fornminne      |
| Lilla Malma 126:1                   | Stensättning                     |              | Lilla Malma, Södermanland |       | 59.130825, 16.716400 | 10034601260001 | Ladda upp en bild av detta fornminne      |
| Lilla Malma 151:1                   | Stensättning                     |              | Lilla Malma, Södermanland |       | 59.158330, 16.727634 | 10034601510001 | Ladda upp en bild av detta fornminne      |
| Lilla Malma 156:1                   | Stensättning                     |              | Lilla Malma, Södermanland |       | 59.107622, 16.770909 | 10034601560001 | Ladda upp en bild av detta fornminne      |
| Lilla Malma 159:1                   | Stensättning                     |              | Lilla Malma, Södermanland |       | 59.101593, 16.777618 | 10034601590001 | Ladda upp en bild av detta fornminne      |
| Lilla Malma 177                     | Husgrund, förhistorisk/medeltida |              | Lilla Malma, Södermanland |       | 59.124935, 16.729250 | 12000000030230 | Ladda upp en bild av detta fornminne      |